# HD164485
HD164485 — хімічно пекулярна зоря спектрального класу A3, що має видиму зоряну величину в смузі V приблизно  8,7.
Вона  розташована на відстані близько 2548,1 світлових років від Сонця.